# ブリーン人
ブリーン人（Breen）は、アメリカ合衆国のSFテレビドラマ『スタートレック』シリーズに登場する架空の異星人。
『新スタートレック』および『スタートレック:ヴォイジャー』でも言及されたことがあったが、画面に初登場したのは『スタートレック:ディープ・スペース・ナイン』の第4シーズンである。ドミニオン戦争後半において、ドミニオンと同盟を結ぶ。『スタートレック:ディスカバリー』第5シーズンでは、創始者の技術をめぐり連邦と争う。

## 身体
常にヘルメットと冷却スーツを身に着けており、その真の姿は不明である。一説には、厳しい寒さの母星に身体が対応しているため、それ以外の場所では冷却が必要だと言われているが、逆に母星は温暖だという説もあり、真偽は定かではない。身体には血液を含め水分が一切存在しない。女性は数歳で出産可能年齢となるようである。
地球人やカーデシア人などとは言語体系が完全に異なるためか、彼らの言葉は機械音のようにしか聞こえず、万能翻訳機も役に立たない。しかし、ドミニオンの創設者やボルタ人との意思疎通には支障がないようである。
32世紀でのブリーン人が登場する『スタートレック:ディスカバリー』では、選択すれば万能翻訳機を用いて意思疎通ができることが描かれる。

## 精神
性格は狡猾かつ冷酷。ロミュラン人にさえ「ブリーン人には背を向けるな」と言われるほどの危険な民族である。

## 文化・政治・歴史
他文明との接触は多少の貿易を除いてほとんどなく、実態は謎に包まれている。自領域への侵犯は絶対に許さないが、接する他領域にはたびたび侵攻しているようで、国境付近では小競り合いが絶えない。ドミニオン戦争後半には、ドミニオンと同盟を結び、惑星連邦やクリンゴンを脅かす（しかし、結果的には、この同盟がカーデシアのドミニオンからの離反を招いてしまう）。
『スタートレック:ディスカバリー』では、32世紀でのブリーン人との遭遇が描かれ、皇帝により統治されていることが明らかになる。軍隊の一部を率いる6人の「団長」(Primarch)たちが次期皇帝の座を求めて争う。

## 戦闘スタイル
多くは明らかになっていないが、非常に強力な武器を有する。接近戦では電流を流す棒を使用する。
また、宇宙船（戦闘用航宙艦＝戦艦）は有機質でできており、エネルギー抑制兵器が搭載されている。ドミニオン戦争中の第2次チントカ星系攻防戦の際には、これを用いた上で、惑星連邦・クリンゴン・ロミュランの同盟軍艦隊の大部分の宇宙船（航宙艦）を破壊する。もっとも、ドミニオン戦争の最終段階の戦闘では、惑星連邦側によって、クリンゴンの技術を用いたエネルギー抑制兵器への対抗措置が取られたため、エネルギー抑制兵器の威力は大幅に低下する。

## 代表的なブリーン人
- ソット・ゴー
- ソット・プラン
- ルーン団長 : 32世紀で巨大戦艦を指揮し、次期皇帝の座を狙う
- タハル団長: やはり次期皇帝の座を狙うルーン団長のライバル
- ラアク : ルーン団長の甥であり皇帝継承権を持つが、掟に背いて地球人モルと恋愛に落ちたために追放される

なお、"ソット"とは、ブリーン語で「将軍」「司令官」などを指す称号と言われている。